# Aage Leidersdorff
Aage Leidersdorff (10. april 1910 i København – 19. februar 1970 i Gentofte) var en dansk fægter. 
Aage Leidersdorff, der repræsenterede Fægteklubben Cirklen, deltog ved Sommer-OL 1932 i Los Angeles, Sommer-OL 1936 i Berlin samt Sommer-OL 1948 i London. Aage Leidersdorff deltog på fleuret, kårde og sabel både individuelt og for hold. De bedste placeringer blev opnået ved Sommer-OL 1932 for hold, hvor resultaterne var en fjerde og to femte pladser.
I 1945 blev Aage Leidersdorff tildelt avisen BT’s guldpris, som årets sportsnavn. 
Han havde fra 1942 pelsvaremagasinet Aage Leidersdorff Pelse på strøget i København. Forretningen blev grundlagt i 1908 af hans far Aage Leidersdorff (født 1882).